# 1963
Évszázadok: 19. század – 20. század – 21. század
Évtizedek: 1910-es évek – 1920-as évek – 1930-as évek – 1940-es évek – 1950-es évek – 1960-as évek – 1970-es évek – 1980-as évek – 1990-es évek – 2000-es évek – 2010-es évek
Évek: 1958 – 1959 – 1960 – 1961 –  1962 – 1963 – 1964 – 1965 – 1966 – 1967 – 1968

## Események
- január 19. – Romániában életbe lép az a rendelet, amely szerint írógépet csak rendőrségi engedéllyel szabad tartani.[1]
- január 22. – Charles de Gaulle és Konrad Adenauer aláírja az Élysée-szerződést, amelyet a Bundestag május 16-án, a franci nemzetgyűlés június 14-én ratifikál, és július 2-án lép életbe.[2]
- március 21. – Hivatalosan bezárják az Alcatraz börtönszigetet.[3]
- március 22. – Magyarországon általános amnesztiát hirdetnek az 1957–1958-ban elítéltek számára.[4]
- április 5. – Forró drótot létesítenek a Fehér Ház és a Kreml között.
- április 7. – A jugoszláv szövetségi parlament elfogadja az ország második alkotmányát, amely Jugoszláviát föderatív szocialista köztársasággá nyilvánítja.
- április 8. – Román–kínai kereskedelmi egyezmény megkötése.
- április 11. – XXIII. János pápa kiadja a Pacem in terris (Békét a földön) kezdetű szociális enciklikát, melynek témája a béke és az emberi jogok.[5]
- május 29–30. – Csehszlovákia Kommunista Pártja (CSKP) Központi Bizottsága dönt a gazdaságpolitika korrekciójáról, felülvizsgálva néhány voluntarista[a 1] döntést.[6]
- június 20. – Genfben aláírják a Washington és Moszkva közötti forró drótról szóló megállapodást.[7]
- június 21. – VI. Pál pápa (Eugenio Pacelli) megválasztása.[8]
- június 23.–26 – John Fitzgerald Kennedy amerikai elnök németországi látogatása során kijelenti: „Berlini vagyok!”[9]
- június 30. – Jugoszláviában a Tito utáni első kormányfő Petar Stambolić.[10]
- július 15–25. – Az USA, az Egyesült Királyság és a Szovjetunió aláírják a légkörben, a világűrben és a víz alatt történő atomrobbantásokat betiltó szerződést.[7]
- július 16. – Balatonfüreden felavatják Európa első víziszinpadát.[forrás?]
- július 17. – Wrocławban 25 napon át tartó feketehimlő-járvány tör ki halálos áldozatokkal, a várost karanténba zárják.
- július 26. – Súlyos károkkal járó földrengés a jugoszláviai Szkopjéban. (A macedón főváros 80%-a romba dől.)[11]
- augusztus 5. – Szovjet–brit–amerikai szerződés aláírása Moszkvában a légkörben, a világűrben és a víz alatt végzett nukleáris fegyverkísérletek tilalmáról,[12] amelyhez 1979 végéig 106 ország csatlakozik.[13]
- augusztus 20. – A Szabolcs-Szatmár megyei Aporliget rákapcsolódik az országos elektromos hálózatra, ezzel befejeződik Magyarország villamosítása[4]
- augusztus 22. – A CSKP központi lapja, a Rudé právo tájékoztatást tesz közzé az 1949-54 közötti időszak politikai pereiről.[14]
- augusztus 28. – Martin Luther King elmondja Van egy álmom… kezdetű beszédét.[15]
- szeptember 9–12. – Kádár János Jugoszláviában.[16]
- szeptember 18–22. – Josip Broz Tito látogatása az USA-ban.
- szeptember 20. – Csehszlovákiában a sztálinista politika exponensét, Viliam Široký-t leváltják kormányfői tisztségéből, utóda Jozef Lenárt.[17]
- október 10. – Életbe lép az atomrobbantási kísérletek betiltását tartalmazó szerződés.[7]
- október 15. – Lemond Konrad Adenauer német szövetségi kancellár, másnap utódjává választják Ludwig Erhardot.[13]
- október 22–23. – A Big Lift hadgyakorlat hadgyakorlat során 14 500 amerikai katonát szállítanak repülőgépen az USA-ból az NSZK-ba, azt bizonyítandó, hogy az Egyesült Államok szükséghelyzetben gyorsan meg tudja erősíteni a NATO–erőket Európában.[7]
- november 1. – Katonai puccsal megbuktatják Ngô Đình Diệm-et, Dél-Vietnám elnökét.
- november 22.
  - Merénylet John Fitzgerald Kennedy, az Egyesült Államok 35. elnöke ellen Dallasban (Texas).[18]
  - Lyndon B. Johnson veszi át az Egyesült Államok elnöki hivatalát.[19]
- november 24.
  - Lyndon B. Johnson nyilatkozatban fejezi ki szándékát, miszerint folytatja a Dél-Vietnámnak adott katonai és gazdasági segítségnyújtást
  - A világ első élő, egyenes adású televíziós gyilkossága, amikor Jack Ruby lelőtte a Kennedy elnök meggyilkolásával gyanúsított Lee Harvey Oswaldot.[20]
- november 25. – Jacqueline Kennedy meggyújtja a John F. Kennedy örökmécsesének lángját az elnök temetési szertartásának végeztével.[21]
- november 30. – Budapesten átadják az első gyalogos aluljárót az Astoriánál.[22]
- december 12. – Kenya elnyeri függetlenségét az Egyesült Királyságtól.
- december 17. – A nyugat-berliniek 1964. január 5-éig meglátogathatják rokonaikat a város keleti részében; ez az első ilyen határátlépési megállapodás, az utolsó 1966-ban a húsvét és pünkösd időszakára vonatkozott.[23]
- december 18–19. – A CSKP KB felülvizsgálja a szlovákiai „burzsoá nacionalizmussal” kapcsolatos téziseket, de nem intézkedik a koncepciós perek kivitelezőinek felelősségre vonásáról és áldozataik rehabilitálásáról.[24]
- december 30. – VI. Pál pápa kinevezi Krakkó érsekévé Karol Wojtyła krakkói segédpüspököt. (A kommunista hatóságok jóváhagyták a kinevezését, mert úgy ítélték meg, hogy nem foglalkozik politikával.)[25]

Határozatlan dátumú események

## Az év témái

### 1963 az irodalomban
- Bohumil Hrabal: Perlička na dně (Gyöngyöcske a mélyben)[26]
- Ladislav Fuks: Pan Theodor Mundstock (Mundstock úr)[27]
- Fábry Zoltán: Harmadvirágzás[28]

### 1963 a sportban
- Jim Clark nyeri a Formula–1-es világbajnokságot a Lotus csapattal.
- december 1. – Ghána először nyeri meg az Afrikai Nemzetek Kupáját.
- Imperiál megnyeri a 41. Magyar Derby-t
- A Ferencváros nyeri az NB1-et. Ez a klub 18. bajnoki címe. Az év őszén egyfordulós bajnokságot rendeztek 1963-as őszi NB1 melyet a Győri Vasas ETO nyert, ez a klub első bajnoki címe.

### 1963 a televízióban
- november 23-án mutatták be először a Doctor Who sorozatot, ami jelenleg a leghosszabb ideje futó sci-fi sorozat. Továbbá ez a legrégebbi élőszereplős időutazós tévésorozat.

### 1963 a tudományban
- Valentyina Tyereskova, a világ első női űrhajósa Föld körüli pályára áll a Vosztok–6 űrhajóval
- A Ganz-Mávag elkezdte a V43 sorozatszámú villanymozdonyok gyártását,  szilícium egyenirányító felhasználásával, külföldi licence alapján.
- Az első sikeres tüdőátültetés. (A transzplantáció az amerikai James Hardy nevéhez fűződik.)[29]

### 1963 a zenében

#### Fontosabb külföldi albumok
- The Beatles: Please Please Me, With the Beatles
- Bob Dylan: The Freewheelin’ Bob Dylan
- Ike & Tina Turner: Don't Play Me Cheap / It's Gonna Work Out Fine
- The Beach Boys: Surfin’ U.S.A., Surfer Girl, Little Deuce Coupe
- Frank Sinatra: The Concert Sinatra / Sinatra's Sinatra

## Születések
- január 4. – Till Lindemann, a Rammstein nevű német zenekar énekese
- január 13. – Tóth Lajos, animációs tervező
- január 18. – Jakupcsek Gabriella, magyar újságíró, tv-riporter
- január 26. – José Mourinho, portugál labdarúgóedző
- január 30. – Thomas Brezina, osztrák ifjúsági író
- február 9. – Brian Greene, fizikus, tudományos ismeretterjesztő író
- február 17. – Michael Jordan, amerikai kosárlabdázó
- március 1. – Thomas Anders, német énekes, a Modern Talking egykori tagja
- március 20. – David Thewlis, angol színész
- március 21. – Ronald Koeman, holland labdarúgó, edző
- március 27.
  - Quentin Tarantino, amerikai filmrendező
  - Xuxa, Braziliai zongorista, színésznő
- április 2. – Kún Csaba, a Ghymes együttes billentyűse († 2020)
- április 7. – Bogdán János tanár, a Gandhi Gimnázium igazgatója, a Roma Polgárjogi Alapítvány alapító tagja († 1999)
- április 13. – Garri Kaszparov, orosz sakkvilágbajnok, politikus
- április 16. – Gesztesi Károly, magyar színész, szinkronszínész († 2020)
- május 5. – Prince Ital Joe, dominikai születésű, amerikai rapper († 2001)
- május 9. – R. Kárpáti Péter, színész, műsorvezető
- május 11. – Natasha Richardson, angol színésznő († 2009)
- május 25. – Anne Consigny, francia filmszínésznő
- május 31. – Orbán Viktor, magyar politikus, miniszterelnök
- június 9. – Johnny Depp, amerikai színész
- június 10. – Jeanne Tripplehorn, Amerikai színésznő
- június 25. – George Michael, angol énekes-dalszerző († 2016)
- június 30. - Rose Christiane Raponda gaboni politikus, Gabon volt miniszterelnöke
- július 5. – Edie Falco amerikai színésznő
- július 17. – John Ventimiglia amerikai színész
- július 22. – Emilio Butragueño, spanyol labdarúgó
- augusztus 1. – Coolio amerikai rapper, színész, producer († 2022)
- augusztus 3. – James Hetfield, a Metallica frontembere
- augusztus 6. – Kevin David Mitnick, amerikai biztonsági szakember és író
- augusztus 9. – Whitney Houston, amerikai énekesnő († 2012)
- augusztus 11. – Bada Tibor, festőművész, költő, előadóművész († 2006)
- augusztus 22. – Tori Amos, amerikai zongorista, énekesnő, producer
- augusztus 25. – Miro Cerar, szlovén miniszterelnök
- szeptember 1. – Kropkó Péter, triatlonista
- szeptember 4. – John Vanbiesbrouck, amerikai jégkorongozó
- szeptember 6. – Kiprich József, válogatott  labdarúgó, edző
- szeptember 22. – Kurucz Péter, újságíró, főszerkesztő–műsorvezető
- szeptember 29. – Dezsőffy Rajz Katalin, magyar szinkronrendező
- október 10. – Kiss Ottó, költő, író
- október 14. – Németh Zsolt, magyar közgazdász, országgyűlési képviselő
- október 19. – Laurent belga királyi herceg, II. Albert belga király második fia
- október 28. – Eros Ramazzotti, olasz énekes
- október 31. – Dermot Mulroney, amerikai színész, zenész
- november 1. – Borbély Szilárd költő, író, irodalomtörténész († 2014)
- november 17. – Bács Kati, magyar színésznő
- november 19. – Peter Schmeichel, dán futballkapus
- december 3. – Romsics Imre, a kalocsai Viski Károly Múzeum igazgatója
- december 18. – Brad Pitt, amerikai filmszínész
- december 26. – Lars Ulrich, a Metallica dobosa
- december 29. – Breyer Zoltán, magyar színész († 2009)

## Halálozások
- január 23. – Józef Gosławski, lengyel szobrász- és éremművész (* 1908)
- január 29. – Robert Frost, négyszeres Pulitzer-díjas amerikai költő (* 1874)
- február 2. – Demel Aladár magyar ügyvéd, országgyűlési képviselő († 1887)
- február 5. – Barsi Ödön, magyar színész, író, rendező (* 1904)
- február 6. - Abd el-Krim, marokkói szabadságharcos és gyarmatosításellenes politikus (* 1882)
- február 10. – Milotay István, jobboldali politikus, Gömbös Gyula és Imrédy Béla támogatója (* 1883)
- február 11. – Sylvia Plath amerikai költő, író, novellista (* 1932)
- február 16. – Lajtha László, magyar zeneszerző, népzenekutató (* 1892)
- február 24. – Farkas Jenő, gépészmérnök, járműtervező (* 1881)
- március 22. – Székely Mihály operaénekes (* 1901)
- április 5. – Horváth Géza magyar katonatiszt, országgyűlési képviselő (* 1885)
- április 18. – Csoór Lajos magyar író, újságíró, lapszerkesztő, országgyűlési képviselő (* 1893)
- május 5. – Kármán Tódor, gépészmérnök, az aerodinamika és az űrkutatás kiemelkedő alakja (* 1881)
- május 7. – Baktay Ervin, festőművész, művészettörténész, orientalista, asztrológus, író, fordító (* 1890)
- május 15. – Polgár Béla magyar földbirtokos, országgyűlési képviselő (* 1899)
- május 19. – Jakabffy Elemér erdélyi magyar politikus, az Országos Magyar Párt 1922–1938 közötti alelnöke, publicista,[1] az MTA tagja (* 1881)
- május 24. – Zádor István, festőművész, grafikus (* 1882)
- május 24. – Gulyás Pál, irodalomtörténész, könyvtáros (* 1881)
- június 2. – Hajós Henrik, úszó (* 1886)
- június 3. – XXIII. János pápa, a II. vatikáni zsinat összehívója (* 1881)[30]
- június 16. – Prohászka Lajos a kultúrfilozófia és  a neveléstudomány művelője (* 1897)
- június 21. – Széchenyi Lajos földbirtokos, országgyűlési képviselő (* 1902)
- július 4. – Szabó Gusztáv magyar gépészmérnök, műegyetemi tanár, országgyűlési képviselő (* 1879)
- július 15. – Szélyes Lajos magyar állatorvos, egyetemi tanár (* 1885)
- július 27. – Sigray István magyar gépészmérnök, gyárigazgató, országgyűlési képviselő (* 1888)
- augusztus 31. – Georges Braque, francia festőművész (* 1882)
- szeptember 4. – Robert Schuman, luxemburgi születésű német-francia politikus, az Európai Unió alapítóinak egyike (* 1886)
- szeptember 18. – Benedek Tibor, színész, konferanszié (* 1911)
- szeptember 20. – Martsekényi Imre építészmérnök, országgyűlési képviselő (* 1898)
- szeptember 28. – Sík Sándor, író, költő, tanár (* 1889)
- október 1. – William „Mac” Brazel, amerikai farmer, a roswelli ufószerencsétlenség állítólagos szemtanúja (* 1899)
- október 10. – Édith Piaf, francia énekesnő (* 1915)
- november 2. – Ngô Đình Diệm, vietnámi politikus, Dél-Vietnám elnöke.
- november 20. – Vaszary János magyar színész, színigazgató, rendező, színműíró (* 1899)
- november 22. – John F. Kennedy, az Egyesült Államok 35. elnöke (* 1917)
- november 22. – Aldous Huxley, angol származású amerikai biológus, író, a "Szép új világ / Brave New World" szerzője (* 1894)
- november 22. – Clive Staples Lewis,  huszadik századi angol író, irodalomtörténész, gondolkodó, teológiai művek írója (* 1898)
- november 24. – Lee Harvey Oswald,  John F. Kennedy amerikai elnök gyilkosa (* 1939)
- november 26. – Amelita Galli-Curci,  olasz származású amerikai opera-énekesnő (* 1882)
- december 2. – Sabu, indiai születésű amerikai színész (* 1924)
- december 23. – Klemm Antal nyelvész, finnugrista, a magyar és finnugor történeti mondattan kiváló tudósa, az MTA tagja (* 1883)

## Nobel-díjasok
- A Nobel-díjat a svéd Alfred Nobel alapította, 1901 óta adják át, melyet a Svéd Királyi Tudományos Akadémia ítél oda a tudomány, az irodalom és humanitárius területen kimagasló eredményt elért magánszemélyeknek, illetve intézményeknek.

| Fizikai            | Wigner Jenő, Maria Goeppert-Mayer, Johannes Hans Daniel Jensen |
| Kémiai             | Karl Ziegler, Giulio Natta                                     |
| Orvosi-fiziológiai | Sir John Carew Eccles, Alan Lloyd Hodgkin, Andrew Huxley       |
| Irodalmi           | Jorgosz Szeferisz                                              |
| Béke               | Nemzetközi Vöröskereszt                                        |

## Európai időjárás
December közepe és március eleje között kemény tél, hatalmas hótömeg. A Boden-tó és a Zürichi-tó befagyott.